# Anhinga australiana
L'anhinga australiana (Anhinga novaehollandiae) és una espècie d'ocell de la família dels anhíngids (Anhingidae) que habita rius, llacs, pantans i estuaris de Nova Guinea, l'illa Fergusson, les Moluques meridionals i gran part d'Austràlia.